# Maria del Prado Escoda Merino
Maria del Prado Escoda Merino   (Móra d'Ebre, 24 de juny de 1981) és una jutgessa catalana. Va ser la titular del Jutjat Penal Núm. 1 de Reus, i és la portaveu i coordinadora de Jutgesses i Jutges per a la Democràcia a Catalunya.
Per Reial Decret 721/2023, de 25 de juliol, se la va promoure a la categoria de magistrada, essent destinada a l'Audiència Provincial de Tarragona, corresponent a l'ordre penal, jurant l'ascens al Tribunal Superior de Justícia de Catalunya.